# 1295
- Wikisource

| Calendário gregoriano                                                        | 1295 MCCXCV                                          |
| Ab urbe condita                                                              | 2048                                                 |
| Calendário arménio                                                           | 744 – 745                                            |
| Calendário bahá'í                                                            | -549 – -548                                          |
| Calendário budista                                                           | 1839                                                 |
| Calendário chinês                                                            | 3991 – 3992 Início a 17 de janeiro (aproximadamente) |
| Calendário copta                                                             | 1011 – 1012                                          |
| Calendário etíope                                                            | 1287 – 1288                                          |
| Calendários hindus - Vikram Samvat - Calendário nacional indiano - Cáli Iuga | 1350 – 1351 1216 – 1217 4395 – 4396                  |
| Calendário Holoceno                                                          | 11295                                                |
| Calendário islâmico                                                          | 694 – 695                                            |
| Calendário judaico                                                           | 5055 – 5056                                          |
| Calendário persa                                                             | 673 – 674                                            |
| Calendário rúnico                                                            | 1545                                                 |
| Calendário solar tailandês                                                   | 1838                                                 |

1295 (MCCXCV, na numeração romana) foi um ano comum do século XIII do Calendário Juliano, da Era de Cristo, a sua letra dominical foi B (52 semanas), teve início a um sábado e terminou também a um sábado.
| Ano completo                   |
| ------------------------------ |
| Ano comum com início ao sábado |

## Eventos
- Jacques de Molay assume o cargo de Grão-Mestre da Ordem dos Cavaleiros Templários.
- Marco Polo regressa a Itália depois da sua viagem pelo Império Mongol
- Criado o Parlamento inglês.
- Em Portugal, o Rei D. Dinis concede foral a Moura e a Salvaterra de Magos.
- Em Portugal, a criação do concelho de Barrancos.

## Nascimentos
- Isabel de França, rainha consorte Eduardo II de Inglaterra.
- Estevão Martins de Alvelos foi o 1.º Morgado de Alvelos.

## Mortes
- 25 de Abril - Sancho IV de Leão e Castela foi Rei de Leão e Rei de Castela, m. 1257.